# Lindita Nikolla
Lindita Nikolla, född 22 oktober 1965 i Tirana, Albanien, är en albansk politiker.
Nikolla innehar posten som Albaniens idrotts- och utbildningsminister sedan 13 september 2017. Mellan september 2013 och maj 2017 innehade hon samma post i regeringen Rama I.
Nikolla började engagera sig politiskt 2003 och 2006 agerade hon som kommunalråd i Tirana. Hon tjänade även som kommunalråd  2007–2011 och 2011–2013. Nikolla valdes in i Albaniens parlament i Parlamentsvalet i Albanien 2013. Sedan 2007 är Nikolla även en del av Albaniens socialistpartis styrelse. I september 2013 utnämndes hon av Edi Rama till Albaniens idrotts- och utbildningsminister. Hon tvingades i maj 2017 att avgå efter att ha tjänat nästan hela mandatperioden på posten. Efter att socialistpartiet segrat i parlamentsvalet i Albanien 2017 och dessutom vunnit egen majoritet i parlamentet återinfördes Nikolla på posten.
Nikolla talar flytande albanska och engelska. Därutöver har hon även kunskaper i franska och italienska.

## Kritik
Nikolla har i sin roll som minister kritiserats för sitt spenderande av pengar på bland annat märkeskläder. Kritiken kulminerade i november 2016 då Nikolla satt i publiken vid studentmötet FRESH i Tirana. En student agerade i protest mot hennes förda politik och hällde sås över huvudet på ministern. Studenten som krävde Nikollas avgång greps senare av polis.